# Janiodes laverna
Janiodes laverna is een vlinder uit de familie nachtpauwogen (Saturniidae), onderfamilie Cercophaninae.
De wetenschappelijke naam van de soort is voor het eerst geldig gepubliceerd door Druce in 1890.